# Snelle Jelle (kinderboekenreeks)
Snelle Jelle is een bekende kinderboekenreeks van Ad van Gils. Het merendeel van de boeken is door Dick van de Pol geïllustreerd.
De serie gaat over een jonge voetballer genaamd Jelle de Boer. In deel 1 verhuist de jonge Jelle naar Wissevelden, alwaar hij met zijn nieuwe vrienden Kees, Johan en later ook Henry vele avonturen beleeft.

## Delen
Er zijn in totaal 20 delen verschenen, alle uitgegeven bij Kluitman.
- 1984: Snelle Jelle
- 1985: Snelle Jelle in de spits
- 1985: Snelle Jelle als aanvoerder
- 1986: Snelle Jelle blijft de snelste
- 1986: Snelle Jelle gaat op voetbalkamp
- 1987: Snelle Jelle voetbalt in Engeland
- 1987: Snelle Jelle speelt zaalvoetbal
- 1988: Snelle Jelle op de surfplank
- 1988: Snelle Jelle - Het mysterie van de verdwenen panter
- 1989: Snelle Jelle - Misdadigers op het spoor
- 1989: Snelle Jelle - Een onmogelijk doelpunt
- 1990: Snelle Jelle naar de finale
- 1990: Snelle Jelle - Niet te stoppen!
- 1991: Snelle Jelle - Een droom van een doelpunt
- 1991: Snelle Jelle - Terug op het veld
- 1992: Snelle Jelle krijgt een kans
- 1992: Snelle Jelle - Onderuit gehaald
- 1994: Snelle Jelle - Een nieuwe uitdaging
- 1995: Snelle Jelle - Scoren!
- 1998: Snelle Jelle in Oranje